# Mélin
Pour les articles homonymes, voir Malen et Mélin (homonymie).
Pour l’article ayant un titre homophone, voir Mélen.
Mélin (en néerlandais Malen, en wallon  Mélin-el-Hesbaye) est un village de la commune belge de Jodoigne, située en Région wallonne dans la province du Brabant wallon.
C'était une commune à part entière avant la fusion des communes de 1977. 

## Géographie

### Situation
L'ancienne commune de Mélin  est formée de quatre hameaux devenus à ce jour contigus. D'ouest en est, on trouve Sart-Mélin, Maison-du-Bois, Mélin centre et Gobertange. Le village s'articule autour de la place de Mélin.
Elle est située non loin de la base aérienne militaire de Beauvechain et de Goetsenhoven

## Démographie
- Sources:INS, Rem:1831 jusqu'en 1970=recensements, 1976= nombre d'habitants au 31 décembre

## Patrimoine et culture

### Patrimoine architectural
Composé d'un bel ensemble homogène de bâtisses rurales construites en pierre de Gobertange, le village possède un cachet unique dans la région, au cœur de la campagne hesbignonne et figure au nombre des « Plus beaux villages de Wallonie »,.

#### Église et presbytère
L'église Notre-Dame-de-la-Visitation de Mélin a été érigée de 1770 à 1780 d'après les plans de l'architecte Jaumotte, aux frais des abbayes de la Ramée et de Florival,,. La nef de cinq travées et le chevet sont réalisés en brique sur haut soubassement en pierre de Gobertange alors que la tour de quatre niveaux est exclusivement érigée en pierre. Devant l'église, entourée par un cimetière ceint par un mur, se trouve une grotte de Lourdes sous arcades.
L'ancien presbytère (cure de Mélin) est un bâtiment en L placé non loin de la tour de l'église au no 1 de la rue des Beaux Prés. Il a été construit en 1728-1729 et légèrement rehaussé en 1830.
L'église et le presbytère sont repris sur la liste du patrimoine immobilier classé de Jodoigne.

#### Chapelles
- Chapelle Saint-Antoine de Sart-Mélin[7],[8].
- Chapelle Sainte-Marie-Madeleine de Gobertange[9],[10].

#### Fermes
La Cense du Seigneur est une ferme située en contrebas de l'église au no 4 de la rue des Beaux Prés. Cet ensemble en U bâti en moellons de Gobertange s'est construit autour d'un corps de logis de la fin du XVIe siècle.
Située sur la place au centre de la localité, la ferme Fortemps possède une façade avant diversifiée : la longue partie gauche est construite en brique sur soubassement en pierre de Gobertange sur un seul niveau à l'exception du porche d'entrée cintré qui compte deux niveaux alors que la partie droite a été uniquement bâtie en pierre de Gobertange sur trois niveaux formant un pignon à gradins.

La ferme de la Hesserée a été érigée au sud du village au no 30 de la rue de la Hesserée. Cette vaste ferme quadrilatère d'une longueur d'environ 70 m réalisée en brique et pierre de Gobertange possède un donjon-porche du XVe siècle ou XVIe siècle.

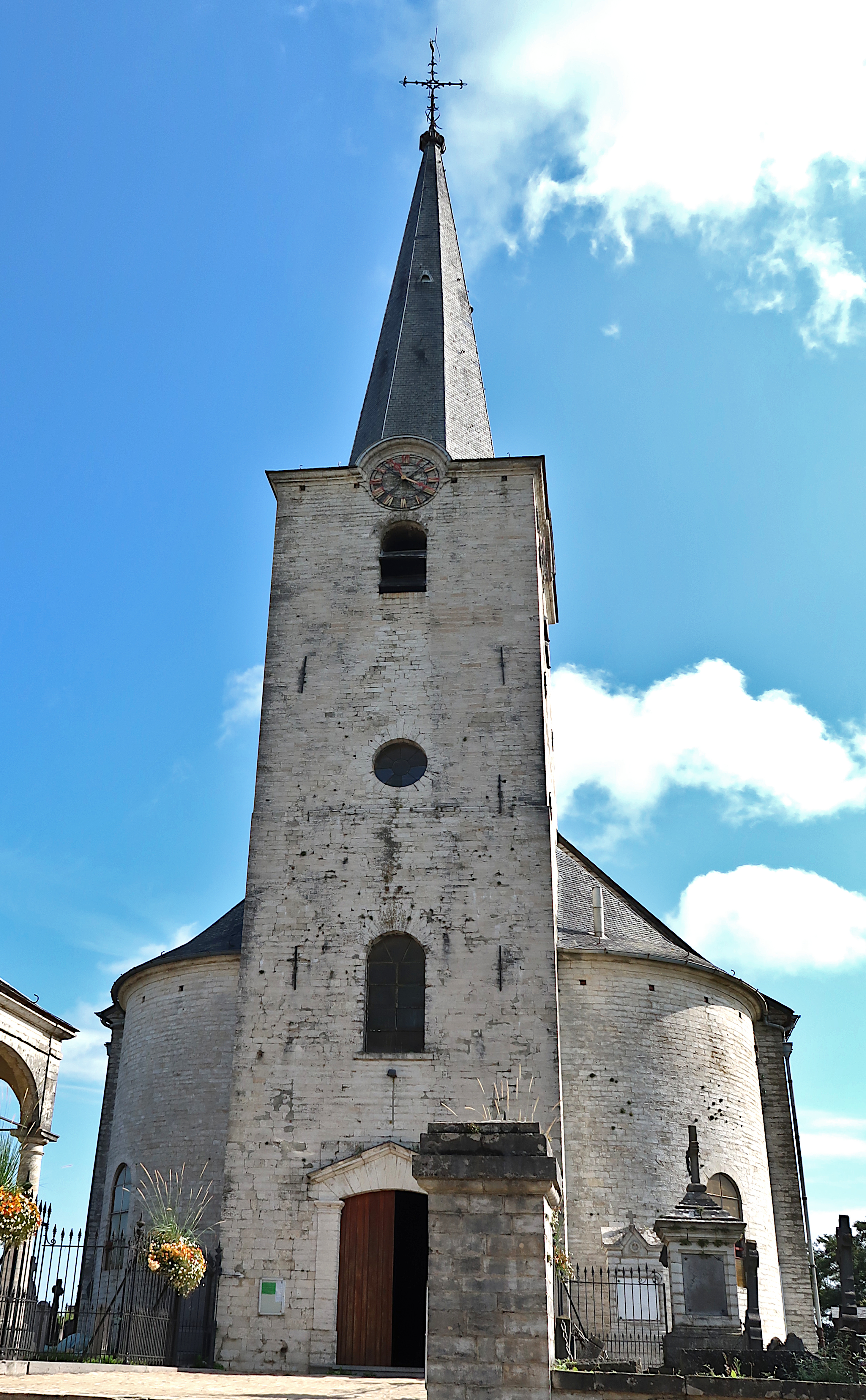
L'église Notre-Dame-de-la-Visitation.
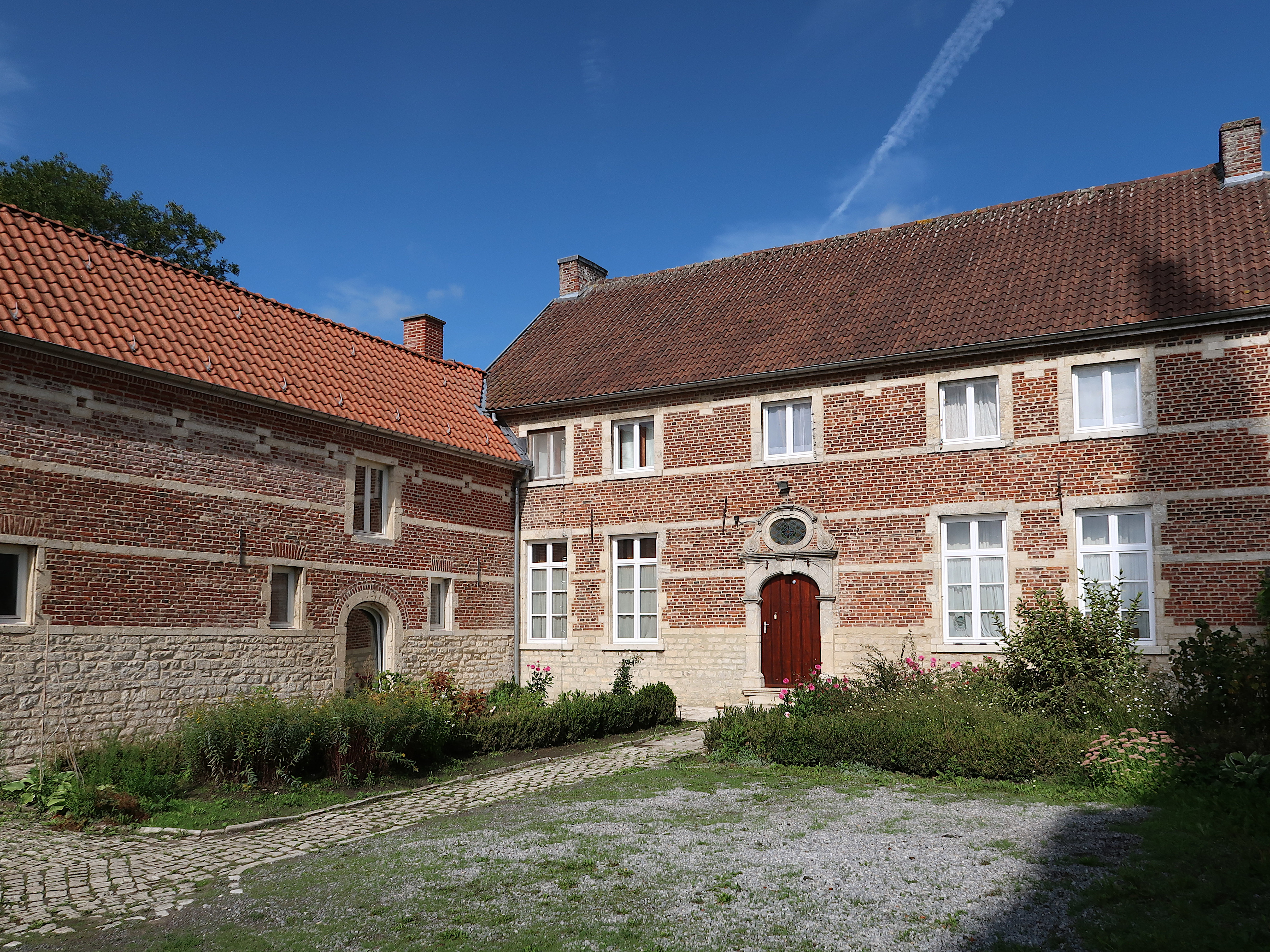
La cure de Mélin.
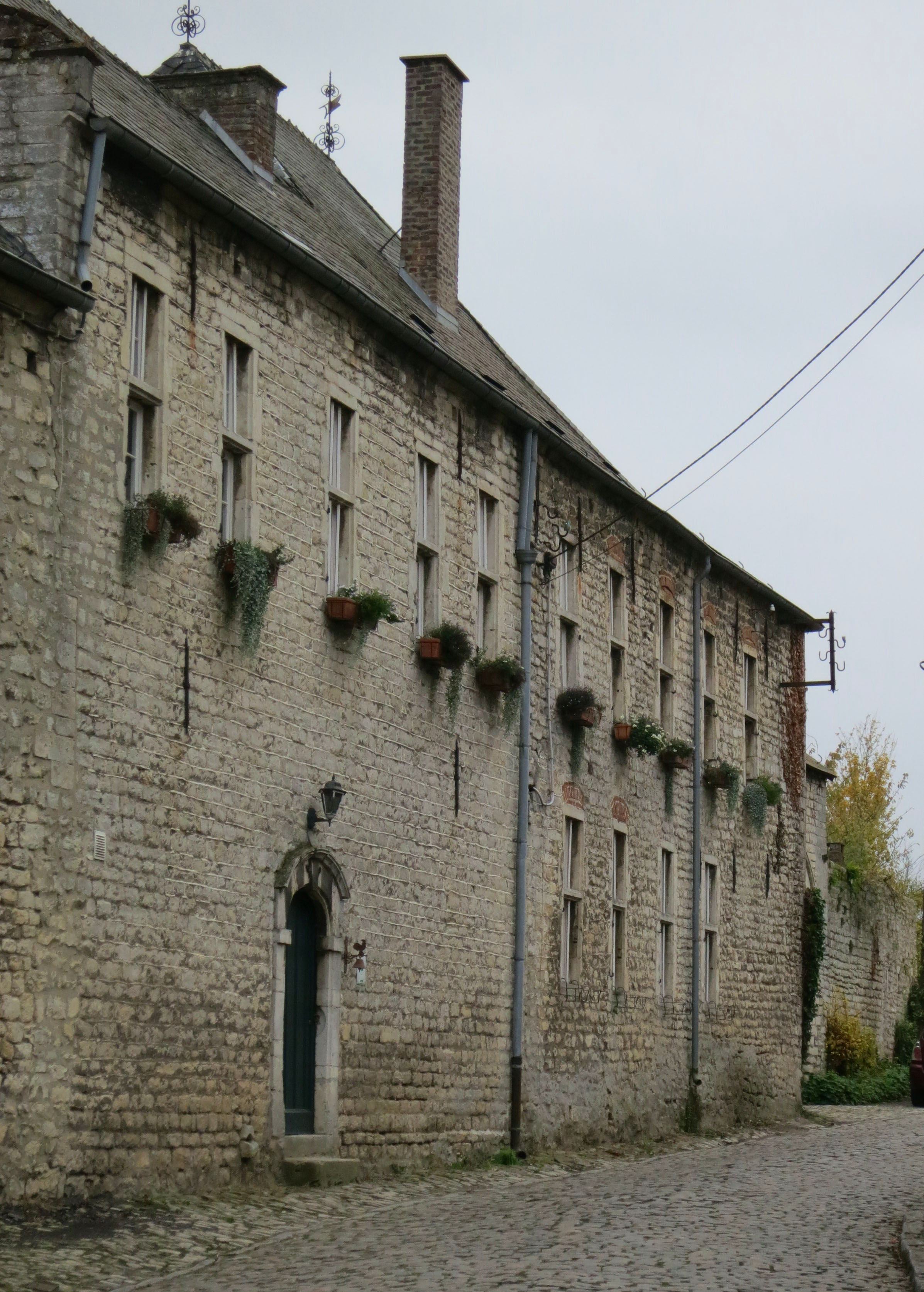
La Cense du Seigneur.
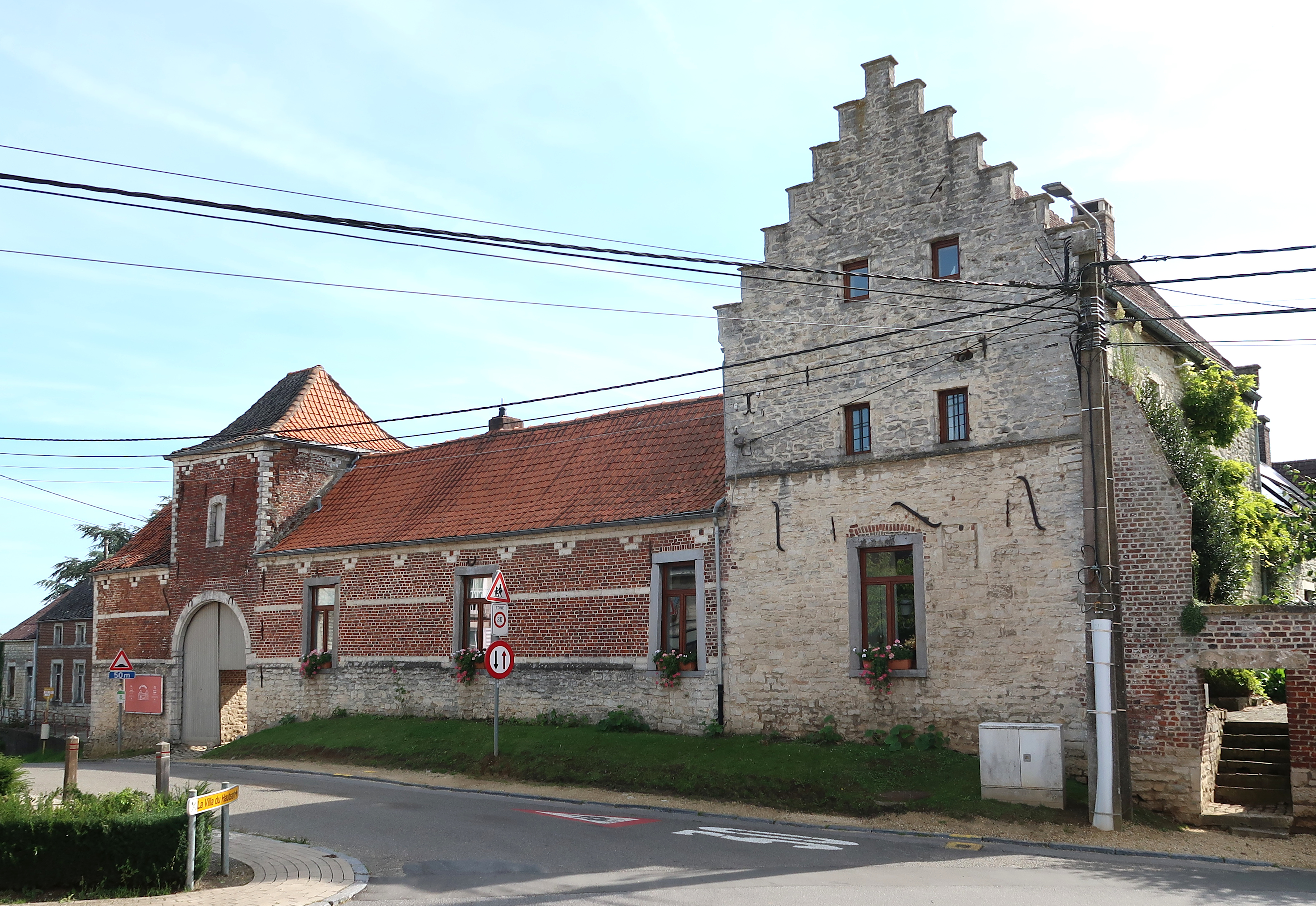
La ferme Fortemps.
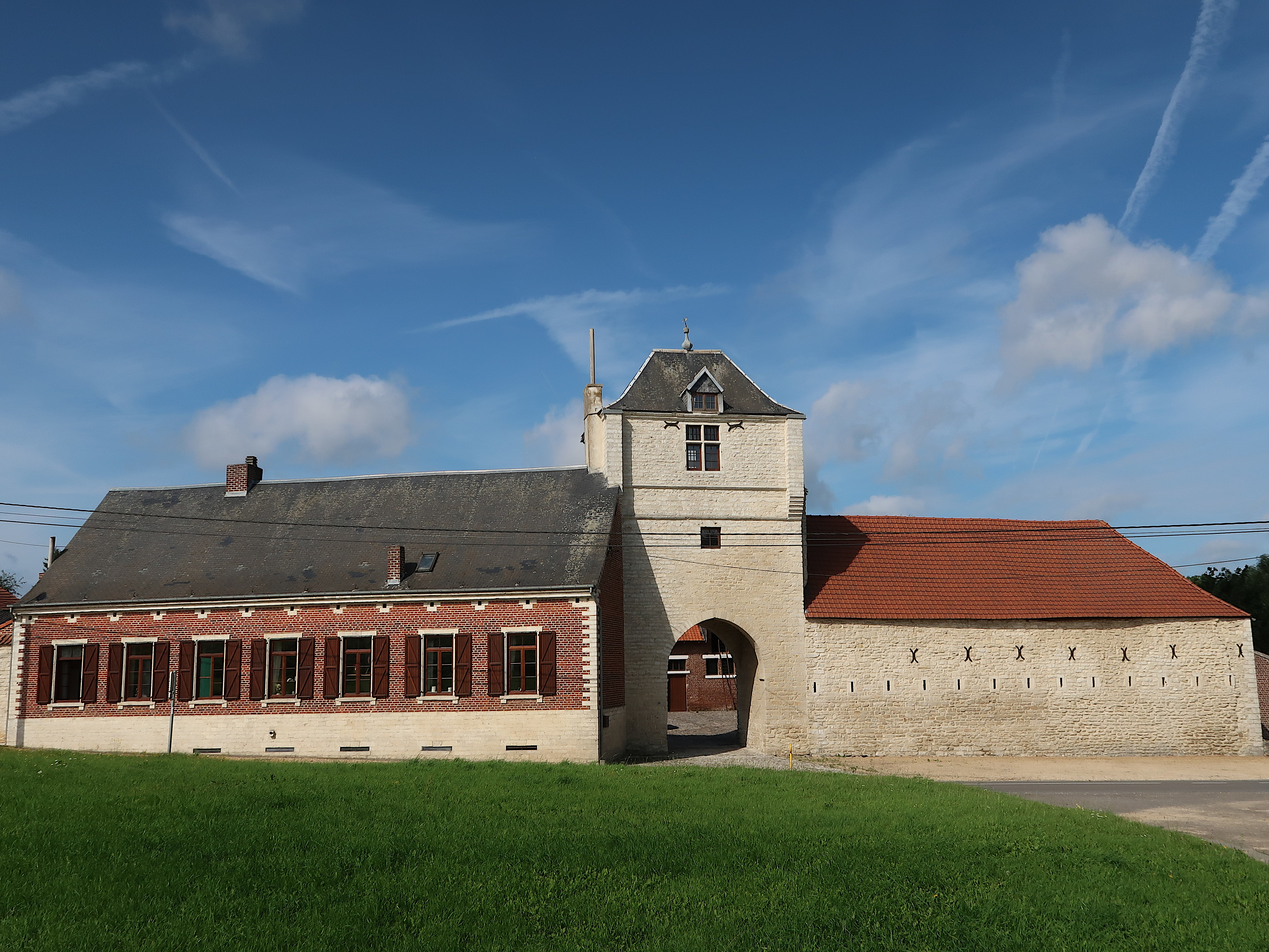
La ferme de la Hesserée.

## Personnalités liées à la commune
- Guy Bajoit (1937-) né à Melin, où il grandit jusqu'en 1955. Professeur de sociologie de l'Université Catholique de Louvain. Honoré de la médaille Gabriela Mistral, la plus haute distinction de la République du Chili en 2018.
- Léon Dupont (1898-1998) né à Lathuy, enseignant juste il à enseigné pendant 47 ans. Il a été un résistant actif lors de la 2ème guerre mondiale. Il a été honoré de la croix chevalier de Léopold ll.